# Selomirah
Selomirah is een bestuurslaag in het regentschap Magelang van de provincie Midden-Java, Indonesië. Selomirah telt 2178 inwoners (volkstelling 2010).